# 22554 Shoshanatell
22554 Shoshanatell è un asteroide della fascia principale. Scoperto nel 1998, presenta un'orbita caratterizzata da un semiasse maggiore pari a 2,2548387 UA e da un'eccentricità di 0,1753075, inclinata di 6,13762° rispetto all'eclittica.